# Сент-Мэрис (стадион)
Сент-Мэ́рис (англ. St Mary's Stadium) — стадион в Саутгемптоне, домашняя арена городского футбольного клуба.
Стадион для «Саутгемптона» был построен в 2000—2001 гг вместо старого стадиона «Делл», построенного ещё в 1898 году, который вмещал около 15 тысяч мест и имел, несмотря на несколько реконструкций, устаревшую инфраструктуру. Новый стадион удовлетворяет всем требованиям и за матчами могут наблюдать 32689 человек. «Сент-Мэрис» расположен на улице Britannia Rd и получил своё наименование в честь церкви Святой Марии, находящейся поблизости.
Первый матч на стадионе состоялся 1 августа 2001 года. Гости, «Эспаньол» из Барселоны обыграли «Саутгемптон» со счётом 4:3. Сборная Англии по футболу сыграла на «Сент-Мэрис» один матч — со сборной Македонии, завершившийся вничью 2:2. Кроме футбольных матчей на стадионе проходят и концертные мероприятия, в том числе на Сент-Мэрис выступали такие известные исполнители, как Элтон Джон (2005) и Bon Jovi (2006).
Существуют планы расширения стадиона до 45-50 тысяч для проведения Кубка мира по регби в 2015 году. Тем не менее, несмотря на подобную возможность, стадион не был включён в заявку Англии на чемпионат мира по футболу 2018 года.